# Třída Lindormen
Třída Lindormen je třída minonosek provozovaných v letech 1978–2004 dánským královským námořnictvem. Postaveny byly dvě jednotky. Po vyřazení dánským námořnictvem obě koupilo Estonsko.

## Stavba
Dvě minonosky této třídy postavila dánská loděnice Svendborg Skibsværft ve Svendborgu.
Jednotky třídy Lindormen:
| Jméno           | Spuštěna       | Vstup do služby | Status |
| --------------- | -------------- | --------------- | --- |
| Lindormen (N43) | 7. června 1977 | 14. června 1978 | Vyřazena 22. října 2004. Roku 2006 ji převzalo estonské námořnictvo, kde slouží jako podpůrná loď Wambola (A 433). |
| Lossen (N44)    | 9. září 1977   | 14. června 1978 | Vyřazena 22. října 2004. Roku 2006 zakoupena Estonskem jako civilní cvičná loď námořní akademie Tasuja (A 432).    |

## Konstrukce

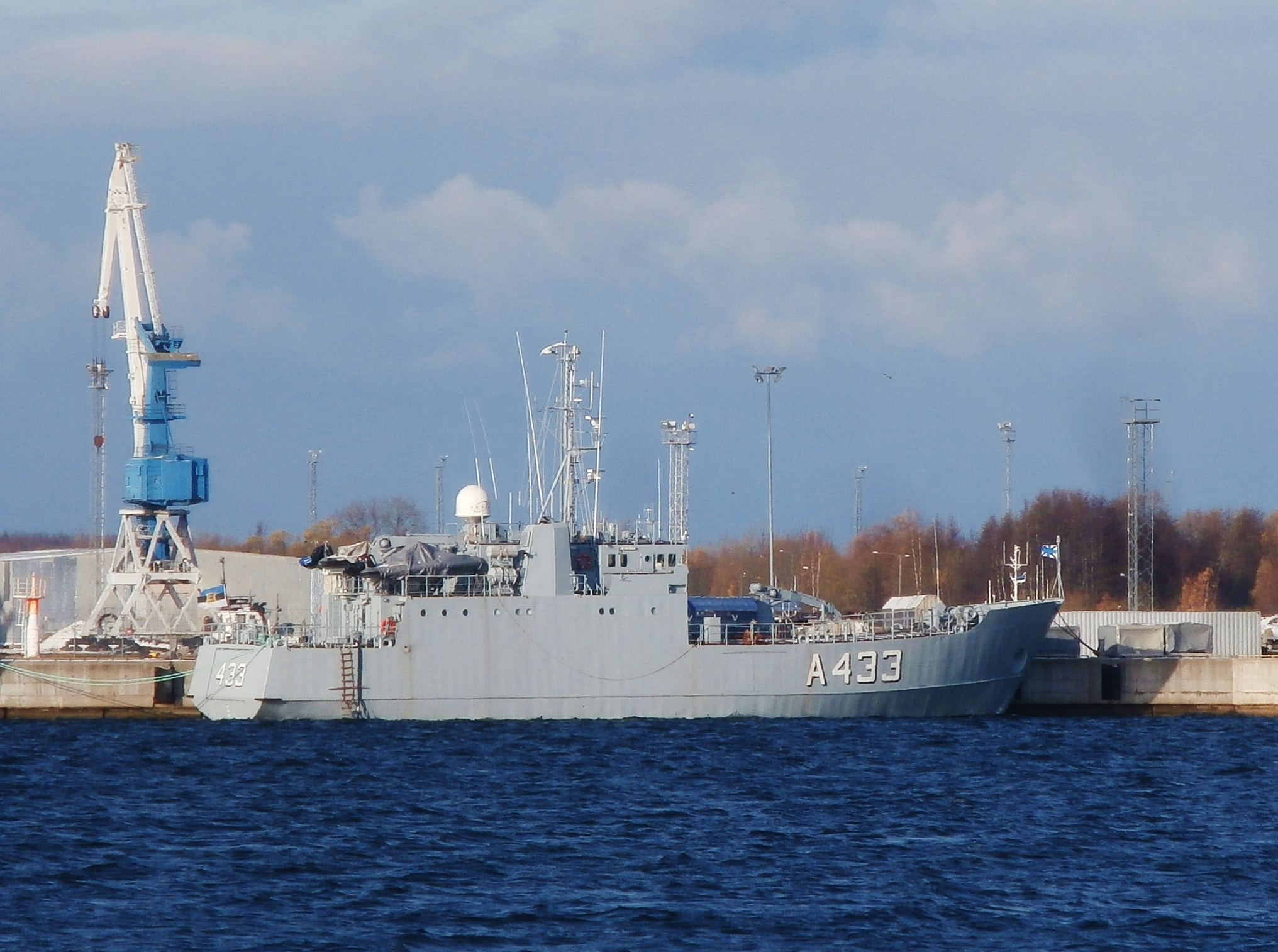
Wambola (A 433)

Plavidla byla vyzbrojena dvěma 20mm kanóny Mk M/42 LvSa (od roku 1985 třemi). Roku 1997 výzbroj posílily dva přenosné protiletadlové raketové komplety Stinger. Po prodeji Estonsku bylo složení výzbroje změněno. Pohonný systém tvoří dva diesely Frichs, každý o výkonu 800 hps, pohánějící dva lodní šrouby. Nejvyšší rychlost dosahuje 14 uzlů.

## Služba
Dánské námořnictvo plavidla provozovalo v letech 1978–2004. Primárně sloužily jako minonosky, vždy jedna však byla vyčleněna jako velící a podpůrná loď minolovné jednotky Severoatlantické aliance MCMFORNORTH (NATO standing mine clearance force). Po vyřazení plavidla koupilo Estonsko.